# فلوت عرضي
فلوت عرضي أو فلوت الحفلات الغربية (بالإنجليزية: Western concert flute)‏ هو آلة نفخ موسيقية تصنع من الخشب أو من المعدن؛ وهو نوع شائع من أنواع الفلوت، إلا أن الآلة تحمل عرضيًا (مثل الناي) وليس طوليًا كما هو الحال مع أغلب آلات النفخ الموسيقية الغربية.

## أجزاء الفلوت العرضي
يتكون الفلوت العرضي من عدة أجزاء:
- قطعة الفم (Mouth piece): وهي فم الآلة من خلاله يتم إدخال الهواء وإنتاج الصوت بشكل اساسس.
- مفصل الرأس (Head Joint): الجزء العلوي من الفلوت حيث يوجد فم الآلة.
- مفصل جسم الآلة (Body Joint): الجزء الأوسط والأطول في الفلوت, الذي يحتوي على معظم ثقوب النوتات.
- مفصل القدم (foot joint): الجزء الأقصر الذي يحتوي عادةً على ثلاثة أو أربعة ثقوب, ويَسمّى أيضًا بالقاع.[4]

## عازفو فلوت مشهورون
- جيمس غالواي: وُلد عام 1939. مشهور بالاسم "الرجل ذو الفلوت الذهبي". عازف كلاسيكي بدأ مسيرته الموسيقية في أوركسترا لندن الفيلهرمونية ثم إنتقل إلى مسيرة منفردة.[5]
- ثيوبالد بوهم: عاش بين عامَيْ 1794 و1881. موسيقي ألماني يعتبر والد الفلوت الحديث.[6]
- جان بيير رامبال: وُلد عام 1922. عازف فرنسي. غالبًا ما يُنسب إليه الفضل في إستعادة مكانة الفلوت وشعبيته التي قد كانت فقدتها منذ القرن الثامن عشر.[6]
- إيمانويل باهود: وُلد عام 1970 في سويسرا. تعلم العزف في معهد باريس للموسيقى, ومن هناك تقدم ليعزف في أوركسترا برلين الفيلهرمونية.[5]
- مارسيل مويس: وُلد عام 1889. يعتبر عازف فلوت موهوبًا بشكل إستثنائي, فعمل كعازف فلوت في عدة أوركسترات في فرنسا وخارجها.[6]
- جورج باغير: عاش بين عامَيْ 1876 و1944. أحد عازفي الفلوت الفرنسيين الأهم. بدأ مسيرته في سن الرابعة عشرة, على الرغم من أنه لم يأت من عائلة موسيقية.[6]

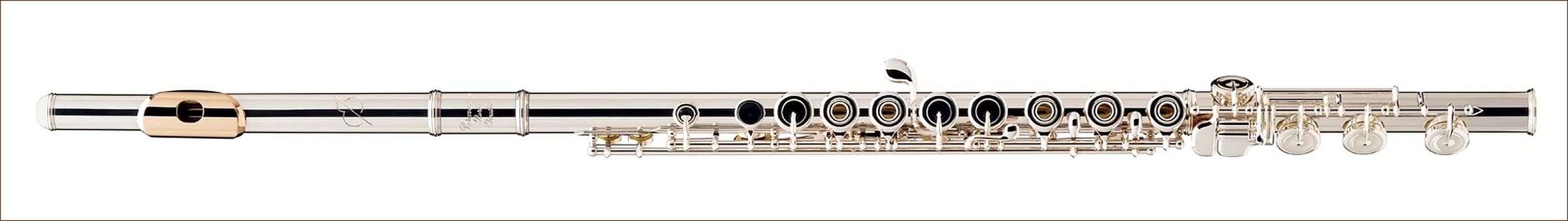
فلوت عرضي

## طالع أيضًا
- فلوت
- بان فلوت
- ريكوردر